# 赵坤宇
赵坤宇（1973年12月—），女，赫哲族，中华人民共和国政治人物。现任佳木斯市生态环境技术中心主任。第十四届全国政协委员。